# Рудавка (притока Рудави)
Рудавка (словац. Rudavka) — річка в Словаччині, ліва притока Рудави, протікає в окрузі Малацки.
Довжина — 11.6 км.
Витікає з Борської низовини біля села Кухиня на висоті 230 метрів. Впадають Рогожницький потік; Солошницький потік і Виврат.
Впадає у Рудаву біля села Студієнка на висоті 178 метрів.